# Iugonostàlgia

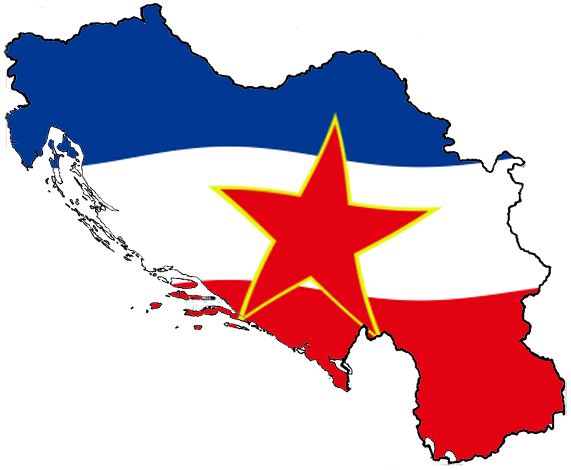
Bandera de la RFSI encastada en la forma del seu territori.

Iugonostàlgia (croat, serbi, bosnià, eslovè i macedoni: jugonostalgija; en alfabet ciríl·lic Југоносталгија) és el terme emprat per a un fenomen cultural encara poc estudiat referent a alguns ex-ciutadans de l'antiga República Federal Socialista de Iugoslàvia (RFSI). Mentre que els seus aspectes antropològics i sociològics no s'han reconegut de forma clara, el terme i l'epítet corresponent ("iugonostàlgic") es fa servir per als habitants de la regió amb dues connotacions diferents: una com a descripció personal positiva, i com a etiqueta insultant.

## Definició
En la seva definició positiva, la iugonostàlgia és l'emoció de nostàlgia dirigida a aspectes positius idealitzats de la Iugoslàvia comunista. Aquesta visió la promouen habitualment persones d'esquerres a Occident que defensen en l'actualitat l'antiga Iugoslàvia, així com alguns sectors de la població urbana de les repúbliques que succeïren l'estat comunista. Els aspectes positius que en destaquen solen ser la seguretat econòmica, la ideologia socialista, el multiculturalisme, l'internacionalisme, la seva neutralitat com a membre del moviment de països no-alineats, així com aspectes històrics, de costums i tradicions, i un mode de vida que veien més recompensant. Aquestes qualitats les contraposen al que perceben com a faltes evidents de les repúbliques ex-iugoslaves, encara castigades per les conseqüències de la Guerra dels Balcans i que encara estan en procés de transició política i econòmica. Aquestes mancances les solen identificar com a provincianisme, xovinisme nacional, corrupció en la política i en els negocis privats, la desaparició de la xarxa de seguretat social, la mala economia, desigualtats salarials, un alt nivell de criminalitat, o el desarrelament generalitzat envers les noves institucions administratives i estatals.
En un sentit negatiu, primàriament en boca de defensors dels nous règims polítics, indica una concepció política anacrònica, irreal, antipatriòtica i potser traïdora a la nova situació. En temps de guerra, per exemple, l'adjectiu es va fer servir molt sovint de forma semioficial pels mitjans de comunicació d'alguns d'aquests països per tal de desacreditar persones, institucions, idees o mitjans. Probablement el terme iugonostàlgic aparegués precisament en aquest context, com a epítet políticament connotat popularitzat pels mitjans de comunicació estatals, per exemple a Croàcia, justament després de la caiguda de la Iugoslàvia socialista.
Algunes de les manifestacions actuals de la Iugoslàvia en cultura i economia inclouen grups musicals amb iconografia retro iugoslava o titoïsta, obres d'art, pel·lícules, obres de teatre, així com circuits turístics organitzats en ciutats de la regió, com Belgrad i Sarajevo.